# Psychotria papuana
Psychotria papuana är en måreväxtart som först beskrevs av Herbert Fuller Wernham, och fick sitt nu gällande namn av Harold St.John. Psychotria papuana ingår i släktet Psychotria och familjen måreväxter. Inga underarter finns listade i Catalogue of Life.